# Ponte San Giorgio
De Ponte San Giorgio (Viadotto Genova San Giorgio, ook bekend als Polceveraviaduct) is een viaduct in de Italiaanse havenstad Genua dat de stadsdelen Sampierdarena en Cornigliano verbindt. Het viaduct vormt het oostelijk eindpunt van de A10 en is een onderdeel van het traject van de E25 en de E80. Met een totale lengte van 1067 meter overspant ze het dal van de rivier de Polcevera, met daarin de spoorlijn naar Asti en de spoorlijn naar Alessandria.
Deze door Renzo Piano ontworpen verkeersbrug werd op 3 augustus 2020 in gebruik genomen als vervanging van de op 14 augustus 2018 ingestorte Ponte Morandi. Aannemers waren Fincantieri en Webuild. Tegelijk met de sloop van de oude brug werd begonnen met de bouw van de nieuwe brug. Op 28 april 2020 werd het laatste deel daarvan geplaatst. In de maanden daarna zijn de rijbanen geasfalteerd en zijn de verkeers- en verlichtingssystemen geïnstalleerd.
De Ponte San Giorgio is vernoemd naar Sint-Joris, een van de beschermheiligen van Genua.